# Calends
Calends (latin: Kalendae, "den kallade", genitiv plural -arum), är de första dagarna i varje månad i den romerska kalendern. Romarna angav dessa "calends" till den första dagen i månaden, vilket symboliserade början på en ny måncykel. Denna dag skulle pontifferna fastslå vilka dagar, som skulle vara Curia Calabra, det vill säga vilodagar, under den kommande månaden, och folk som var skuldsatta skulle betala de skulder, som var inskrivna i calendarian, en sorts kontobok. Datum (i detta kalendersystem) angavs relativt till dagar som Calends, Nones eller Ides. Till exempel skulle, i modernt språkbruk, tre dagar efter Calends vara den fjärde dagen i månaden. Detta system användes för att datera dokument, diarienoteringar etc.
Uträkning av dagarna i månaden utifrån Calends kan göras utifrån följande verser:
| ” | Principium mensis cujusque vocato Kalendas: Sex Maius nonas, October, Julius, et Mars; Quattuor at reliqui: dabit Idus quidlibet octo. | „ |

vilket betyder att den första dagen kallas Calends, Nones är sex dagar senare i maj, oktober, juli och mars, men fyra dagar senare i de övriga månaderna, och Ides är åtta dagar efter det.
För att räkna ut Calends i nuvarande månad, räknar man hur många dagar som återstår av månaden och lägger till två. Till exempel är 22 april den tionde calends i maj, eftersom det återstår åtta dagar av april och åtta plus två är tio.
Ordet är grunden för det i många språk inlånade ordet kalender. Den latinska termen skrivs traditionellt med inledande K.
Calends var en företeelse i den latinska kalendern, som dock saknades i den grekiska. Uttrycket att skjuta upp någonting ad Kalendas Graecas ("till det grekiska calends") betydde därför att skjuta upp det för alltid. Uttrycket överlevde sedan under århundradena i romanska språk och grekiska (italienska alle calende greche, franska aux calendes grecques, portugisiska às calendas gregas och rumänska la Calendele Grecesti etc.).